# Sjamil Basajev
Sjamil Salmanovitsj Basajev (Russisch: Шамиль Салманович Басаев) (Dysjne-Vedeno, 14 januari 1965 - Ingoesjetisch grensgebied, 10 juli 2006), zijn islamitische naam was Abdallah Sjamil Abu Idris, was een van de belangrijkste leiders van de Tsjetsjeense opstand.
Basajev was voornamelijk actief in de Russische Kaukasus-republiek Tsjetsjenië. Hij werd door de Russen beschouwd als een rebel en terrorist en was ten tijde van zijn dood de vicepresident van de Tsjetsjeense Republiek Itsjkerië. Basajev was jarenlang de meest gezochte man in Rusland en werd door Poetin ook wel de "Osama bin Laden van Rusland" genoemd.

## Geboorte en voorgeschiedenis
Basajev werd geboren in het dorpje Dysjne-Vedeno in het district Vedenski, in het zuidoosten van Tsjetsjenië. Hij werd vernoemd naar de Dagestaanse imam Sjamil die van 1824 tot 1859 de Kaukasus probeerde te verdedigen tegen de oprukkende legers van de Russische Tsaar, maar het moest afleggen tegen de kozakken. Basajev stamde uit een rebellenfamilie met een lange geschiedenis van weerstand tegen de Russische overheersing. Zijn grootvader vocht na de Russische Revolutie tegen het Witte Leger in een poging om een onafhankelijke staat te stichten; het emiraat Noord-Kaukasus. Dit kortstondige koninkrijk werd in mei 1918 gesticht onder leiding van sjeik Uzun Haji en werd in januari 1921 na toezeggingen van de Bolsjewieken als de Sovjetrepubliek der Bergvolkeren toegevoegd aan de Sovjet-Unie.
Basajevs vader was een krijgsheer en verscheidene van zijn familieleden vochten in de Tweede Wereldoorlog voor sjeik Hassan Izrailov, die in januari 1940 vanuit de bergen een guerrilla was begonnen tegen de Sovjets, omdat deze het Tsjetsjeense nationalisme al twintig jaar onderdrukten. Toen het Duitse leger in 1941 binnenviel in de Sovjet-Unie intensiveerden de guerrilla's hun aanvallen op de Russen en daarmee lokten zij ook Russische tegenmaatregelen uit. Toen de Duitsers in 1942 bij Mozdok werden teruggetrokken, omdat ze moesten helpen bij de gevechten rond Stalingrad, greep Stalin zijn kans. Hij beschuldigde de Tsjetsjenen en Ingoesjeten van samenwerking met de nazi's. Na de bevrijding van Stalingrad in 1943, deporteerden Lavrenti Beria en zijn NKVD op 23 en 24 februari 1944 alle Tsjetsjenen, maar ook de Balkaren, Ingoesjen, Kalmukken, Karatsjaïers en Mesketen naar de Karaganda in de Kazachse SSR (het tegenwoordige Oblysy Qaraghandy in Centraal-Kazachstan). Een gedeelte van de Tsjetsjenen werd naar de Kirgizische SSR en Oezbeekse SSR gebracht. Onder de gedeporteerden was ook Basajevs familie.
Tijdens de tocht en de eerste jaren in hun nieuwe verblijf kwam ongeveer 30% van de bevolking om het leven. Pas in 1957, na de toespraak van Nikita Chroesjtsjov over de wandaden van Stalin, mochten de gedeporteerde volkeren terugkeren naar hun vaderland. Teruggekomen bleek dat veel van hun bezittingen in gebruik waren genomen door anderen. Al deze gebeurtenissen zetten kwaad bloed bij het Tsjetsjeense volk en de familie waarin Sjamil Basajev in 1965 werd geboren.

## Jeugd en werkervaring
Basajev ging naar de lagere school van Dysjne-Vedeno. Na het verlaten van de middelbare school in 1982 vervulde hij zijn tweejarige militaire dienstplicht bij het Rode Leger als brandweerman. Hierna werkte hij vier jaar op een Aksaiiskij sovchoz, een collectieve  boerderij, in de buurt van Wolgograd. In 1987 ging hij naar Moskou om zich aan te melden voor de juridische faculteit van de Staatsuniversiteit van Moskou. Hier werd hij echter niet aangenomen. In plaats daarvan begon Basajev te studeren aan het Technisch instituut voor landbeheer in Moskou. In 1988 werd hij weggestuurd wegens slechte resultaten. Hij werkte vervolgens als computerverkoper in Moskou, samen met Soepjan Taramov. Ironisch genoeg werd Taramov later zijn tegenstander in de Tsjetsjeense onafhankelijkheidsstrijd. Taramov steunde de pro-Russische Tsjetsjeense militie, de zogenaamde Sjamiljagers. In latere interviews claimde Taramov dat hij Basajev had aangenomen om een vriend van zijn familie een plezier te doen en dat Basajev een ineffectieve werknemer was die de hele nacht spelletjes zat te spelen, overdag lag te slapen en een obsessie had voor Che Guevara.

## Eerste oorlogsactiviteiten

### Communistische staatsgreep
Tijdens de mislukte coup tegen Michail Gorbatsjov door ontevreden communisten onder leiding van Vladimir Krjoetsjkov op 18 augustus 1991 stond Basajev gewapend met een serie granaten op de barricades voor het Witte Huis om samen met medestanders van Jeltsin (toen leider van de RSFSR) Gorbatsjov te verdedigen. Het is echter niet duidelijk wat hij daar precies deed. In ieder geval was ook de Tsjetsjeen Roeslan Chasboelatov, de voorzitter van de Opperste Sovjet, een  medestander van Jeltsin.

### Oprichting van Itsjkerië
Twee maanden later, op 1 november 1991, proclameerde de voormalige Sovjetgeneraal Dzjochar Doedajev de onafhankelijke "Tsjetsjeense Republiek" oftewel Itsjkerië. Jeltsin riep daarop de noodtoestand uit en stuurde troepen naar de regio. De nieuwe staat zag zich gesteld tegenover een Russische invasie en er werden uit de bevolking 60.000 vrijwilligers gemobiliseerd. Basajev zag wel in dat Rusland eenvoudig de overwinning zou kunnen behalen, daar het Russische leger veel groter was. Hij besloot daarop samen met een aantal Tsjetsjeense medestanders guerrillatactieken toe te passen, zoals de Moedjahedien dat in de strijd tegen de Russen in Afghanistan met veel succes hadden gedaan. Hij hoopte hiermee internationale aandacht te krijgen voor de situatie in Tsjetsjenië.

### Vliegtuigkaping
Op november 1991 kaapte Basajev samen met twee gewapende sympathisanten een Toepolev Tu-154 van luchtvaartmaatschappij Aeroflot die van Mineralnye Vody in kraj Stavropol naar Ankara (Turkije) vloog. Het doel was de noodtoestand die door Jeltsin was uitgeroepen op te laten heffen en de troepen van het Russische leger uit Tsjetsjenië terug te trekken. De kaping werd zonder geweld beëindigd. De passagiers werden in Grozny vrijgelaten en konden veilig terugkeren, terwijl de kapers terug konden keren naar Tsjetsjenië. Dankzij Chasboelatovs chantage riep Jeltsin de Russische troepen terug.

### Islamistische training, strijd en genocidepleging in Abchazië
Een jaar later braken gevechten uit in de Georgische autonome republiek Abchazië. Basajev verbleef intussen in Pakistan, waar hij onderwezen werd door islamistische extremisten. In 1992 trokken Basajev en een groep Tsjetsjeense en andere Kaukasische vrijwilligers naar de Abchazische stad Gagra om de Abchaziërs te ondersteunen. Zij hadden de steun gevraagd van de Confederatie van Kaukasische Bergvolkeren, een organisatie die één grote op islamitische wetten gebaseerde staat in de Kaukasus nastreefde. Basajev werd al snel de de facto leider van deze groep en wist het Georgische leger op 2 oktober 1992 bij Gagra te verslaan. Hij noemde zijn groep Abchazisch bataljon. Deze groep, die vooral uit Tsjetsjenen bestond en uiteindelijk de Abchazische viceminister van defensie leverde, was op den duur groter dan de Abchazische strijdkrachten en hield meedogenloos huis onder de niet-Abchaziërs. Grote groepen in het gebied woonachtige Georgiërs en niet-Abchaziërs werden of verjaagd of vermoord.
Basajev en zijn troepen maakten zich daarmee schuldig aan grootschalige etnische zuiveringen. Zijn troepen worden verantwoordelijk gehouden voor duizenden moorden in de hoofdstad Soechoemi en het plaatsje Leselidze. Hij werd hier overigens stilzwijgend bij gesteund door Rusland dat belang had bij een zwak Georgië dat steunde op oude Sovjetfunctionarissen. Deze strategie keerde zich echter vrij snel tegen Rusland, omdat de Tsjetsjeense veteranen uit de Abchazische oorlog een jaar later de harde kern vormden van het Tsjetsjeense verzet tegen de Russen.

### Strijd om Nagorno-Karabach en islamistische training
In 1993 trok Basajev met zijn troepen naar Azerbeidzjan om dit islamitische land te steunen in de strijd om de door Armeense christenen bevolkte regio Nagorno-Karabach. Hij verliet deze verloren strijd echter vrij snel, omdat deze volgens hem geen "jihad" (heilige en dus gerechtvaardigde strijd) was. De strijd was namelijk niet zozeer religieus, maar meer nationalistisch. Basajev vertrok daarop in 1994 uit Abchazië en trok naar Afghanistan, waar hij drie maanden lang partizanentraining kreeg, waarna hij terugkeerde naar Tsjetsjenië om zich aan te sluiten bij Doedajev.
Een andere versie van het verhaal, was dat hij na Abchazië naar Tsjetsjenië trok om daar deel te nemen aan de Tsjetsjeense maffia en zich specialiseerde in drugshandel en diefstal van treinwagons. Pro-Tsjetsjeense bronnen claimen dat dit door de Russen is verzonnen, maar zijn enorme rijkdom, waaronder meerdere landhuizen in de buurt van Vedeno, een aantal dure auto's en het feit dat hij zijn militie gedeeltelijk financierde met zijn eigen geld, zijn tot op heden niet verklaard uit zijn eerdere verleden.

## Eerste Tsjetsjeense Oorlog

### Achtergrond
Eind 1993 had Jeltsin er genoeg van dat zijn beleid steeds weer werd tegengewerkt door de federale Doema. Hij gaf op 21 september opdracht de Doema te ontbinden en verving de grondwet door een nieuwe constitutie die hem meer macht moest geven. Hierop riep de oppositie onder leiding van de Tsjetsjeen Ruslan Chasboelatov een nieuwe president uit: Aleksandr Roetskoj. Zo begon de Russische constitutionele crisis van 1993. De oppositieleiders verschansten zich in het Russische Witte Huis en riepen op tot het overnemen van andere gebouwen. Jeltsin won uiteindelijk omdat het leger zijn kant koos. Het Witte Huis werd ingenomen en Chasboelatov en Roetskoj werden opgesloten. (Ze zouden een paar maanden later weer worden vrijgelaten.) De enige Tsjetsjeense vertegenwoordiger in Moskou, Chasboelatov, was nu uit de gratie en daarmee kwam er steeds grotere druk op Jeltsin om troepen in te zetten tegen de Tsjetsjeense leider Doedajev, die nog meer door oppositie geplaagd werd dan Jeltsin. Bovendien werden de Russen in Tsjetsjenië door de Tsjetsjeens-Itsjkerische regering in toenemende mate gemarginaliseerd en uitgesloten van publieke functies.
De Russen emigreerden in toenemende mate uit het land en vertelden in Moskou over wat hen was overkomen. Zij stelden dat de Tsjetsjeense "maffiocratie" hiervoor verantwoordelijk was. Doedajev had geen volledige controle over het land: in het noorden van zijn republiek had de Tsjetsjeense oppositie de meerderheid en dit leidde tot toenemende conflicten. In augustus 1994 braken op meerdere plaatsen gevechten uit. Deze gebeurtenissen vormden de achtergrond van de Russische invasie van 11 december 1994, waarmee de Eerste Tsjetsjeense Oorlog begon. De uiteindelijke aanleiding was de gevangenneming van een aantal Russische soldaten door de Tsjetsjenen. Jeltsin was overigens verteld dat dit een snelle en makkelijke overwinning zou worden op de 300 "bandieten" die het land bestuurden. Dit bleek echter al snel een grote misvatting te zijn; Rusland werd geconfronteerd met zware verliezen en nam door de onverwachte enorme tegenstand van de Tsjetsjenen zijn toevlucht tot zware bombardementen.

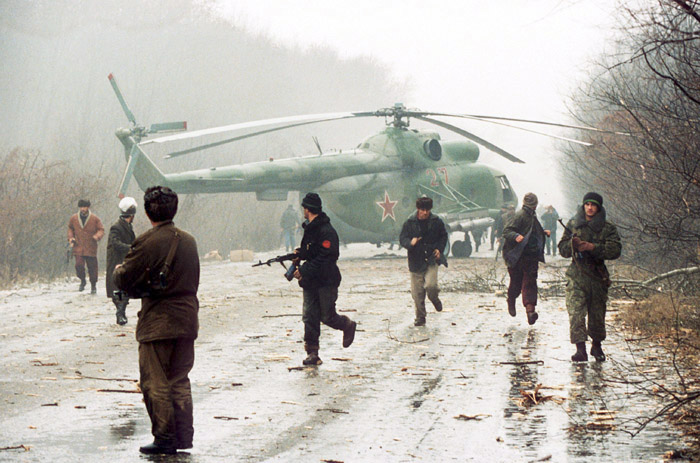
Tsjetsjeense strijders bij een neergeschoten Russische helikopter in 1994. Foto van Michail Jevstafjev.

### Betrokkenheid bij Tsjetsjeense gevechten
Basajev kreeg met Aslan Maschadov de leiding over de Tsjetsjeense milities. Maschadov en hij riepen een jihad (gazavat in het Tsjetsjeens), uit en zorgden voor felle tegenstand, vooral in de hoofdstad Grozny. De Russen kregen hier te maken met langdurige en heftige  gevechten en verloren hierbij zeer veel tanks en duizenden manschappen. De rebellen hielden meer dan een maand stand. Overigens kwamen niet alleen veel Tsjetsjenen om bij deze strijd. Ook veel Russen woonden toen nog in de stad en ook zij raakten betrokken bij de gevechten. Het gedemoraliseerde Russische leger sloot de stad af en zette zware artillerie en luchtbombardementen in. Bij de strijd om Grozny kwamen meer dan 25.000 Russische en Tsjetsjeense burgers om het leven.
Begin februari 1995 kwam de Russische legerleider Anatoly Kvasjin een tijdelijk staakt-het-vuren overeen met Maschadov. Dit bestand gaf Basajev en zijn strijders de kans de stad uit te vluchten.

### Bombardement op Vedeno
In mei 1995 voerde de Russische luchtmacht een bombardement uit boven het huis van Basajevs familie in Vedeno, waarbij elf van zijn familieleden, onder wie zijn eerste vrouw, zijn twee dochters, en een broer omkwamen. Hierdoor raakte hij waarschijnlijk sterk geradicaliseerd en werd zijn haat tegen de Russen vergroot.

### Gijzeling in Boedjonnovsk en promotie
In juni 1995 werden Basajev en tussen de 100 en 200 strijders bij het dorpje Boedjonnovsk (kraj Stavropol) verrast door de Russische troepen. Daarop gijzelden Basajev en zijn strijders meer dan 1200 inwoners van die stad. Basajev verschanste zich in het plaatselijke ziekenhuis. Zijn strijders en het Russische leger bevonden zich na een mislukte heroveringspoging door de laatsten in een impasse en de media kwam op de gijzeling af. Basajev eiste daarop een persconferentie voor deze media als voorwaarde voor onderhandelingen. Toen de Russen dit afwezen, begon hij gijzelaars te doden. Uiteindelijk kreeg hij een vrijgeleide en vertrok hij met een aantal gijzelaars en zijn strijders met bussen naar Tsjetsjenië. Bij dit gijzelingsdrama kwamen 166 burgers om het leven. Basajevs naam was met dit bloedbad gevestigd.
In 1996 werd hij, naast Maschadov, benoemd tot bevelhebber over de Tsjetsjeense troepen.

### Dood van Doedajev en de Russische verkiezingscampagne
Doedajev, die de spil vormde van het Tsjetsjeense verzet, werd op 21 april 1996 geliquideerd met behulp van hightech; Russische specialisten bepaalden zijn positie aan de hand van het signaal dat zijn satelliettelefoon uitzond toen hij met een lid van de federale Doema sprak en doodden hem met een raket. De dood van Doedajev kwam Jeltsin goed uit in verband met de Russische verkiezingen van 1996. Zijn tegenstander, de geharde Rode Leger generaal Aleksandr Lebed die derde stond in de peilingen, voornamelijk door te beloven een einde te maken aan de oorlog in Tsjetsjenië, verloor hierdoor een belangrijk verkiezingspunt. De campagneleider van Jeltsin; Anatoli Tsjoebais schilderde Lebed namelijk af als een "zwakkeling" in de oorlog, in een lastercampagne om de populariteit van hem terug te dringen. Tsjoebais sloot tevens een verbond met de nieuwe Tsjetsjeense interim-leider Zelimchan Jandarbiejev om de Tsjetsjeense kwestie buiten de presidentsverkiezingen te houden. Jeltsin werd uiteindelijk mede hierdoor herkozen.

### Herovering van Tsjetsjenië
In 1996 was Basajev inmiddels bevorderd tot de rang van generaal en bevelhebber van de Tsjetsjeense gewapende krachten. In juli was hij mogelijk betrokken bij de liquidatie van krijgsheer Roeslan Labazanov.
In augustus voerden Tsjetsjeense troepen onder leiding van Maschadov en Basajev de zogenaamde operatie jihad uit. Dat was de codenaam voor een aanval op de stad Grozny. Deze operatie was eigenlijk bedoeld als een korte hit and run-actie, maar leidde tot de verovering van de hele stad. Het verdedigende leger van de Russen had geen beschikking over enige wapens van betekenis en bezat bovendien weinig voedselvoorraden.Hun gevechtskracht was daardoor gering. Na de verovering van de stad, vier maanden eerder, waren de troepen er achtergelaten in de veronderstelling dat de oorlog al was gewonnen. Het garnizoen in de stad was ondervoed en had bovendien veel van hun voorraden verkocht aan de lokale bevolking. De verdedigers maakten geen enkele kans tegen de Tsjetsjenen en riepen daarom de hulp in van de Russische luchtmacht. De luchtaanvallen bleken zo ineffectief dat er voor de Russen niets anders op zat dan te onderhandelen over de overgave. Hiervoor stuurde Jeltsin Generaal Lebed naar het gebied. Door zijn legercarrière had Lebed het respect van Basajev en Maschadov verworven.
Op 31 augustus 1996 wist hij met hen een verdrag af te sluiten. De Tsjetsjeense republiek Itsjkerië werd hierbij niet erkend als onafhankelijk land, maar wel werd een niet-aanvalsverdrag gesloten met het gebied en werd een besluit over de staatkundige hervorming van de regio vijf jaar uitgesteld. Het verdrag bleek later de basis te zijn voor een nieuwe oorlog. De Tsjetsjeense staat, in de persoon van Maschadov, was geenszins in staat om het land om te vormen tot een stabiele regio en Basajev zelf zorgde onder meer voor de ondermijning en ondergang van de de facto onafhankelijkheid van het gebied.

## De Tsjetsjeense republiek Itsjkerië

### Achtergrond
De republiek bestond van 1996 tot 1999 toen Rusland het gebied heroverde. Hierbij kreeg de regering in Grozny nooit de complete controle over het gebied. Lokale krijgsheren, met name Arbi Barajev, beheersten grote gebieden en maakten zich schuldig aan mensensmokkel, ontvoeringen, diefstal, moord, slavenhandel en aanslagen op de Tsjetsjeense regering. Bovendien vochten ze onderling over hun territoria. Deze krijgsheren werden soms (tijdelijk) gesteund door de Russische FSB, die ook de Tsjetsjeense staat soms steunde en op deze wijze Itsjkerië trachtte te ondermijnen. Vanaf 1998 werd president Maschadov steeds vaker geconfronteerd met aanslagen op zijn regering, Hij stuurde troepen naar opstandige gebieden in het land, zoals naar Goedermes waar de zogenaamd wahabitische Barajev een poging deed om zijn maffioze heerschappij uit te breiden door te proberen de stad te veroveren. In een laatste reddingspoging om Basajev en zijn wahabisme te stoppen, verklaarde Maschadov de sharia wetgevend, maar het was te laat. Toen in 1999 de geradicaliseerde Basajev bovendien Dagestan binnentrok om ook dit gebied toe te voegen aan zijn gedroomde "islamitische staat" en er tegelijkertijd een serie bomaanslagen op Russische appartementen plaatsvonden, vielen de Russen onder leiding van ex-KGB'er Vladimir Poetin het gebied opnieuw binnen en begon de Tweede Tsjetsjeense Oorlog.

### Presidentsverkiezingen en ministerschap
Na de dood van Doedajev was de leiding in handen van "interim-president" Jandarbiejev. In januari 1997 werden presidentsverkiezingen gehouden voor de Tsjetsjeense republiek. Basajev had in december van het vorige jaar afstand gedaan van zijn militaire positie om hieraan mee te kunnen doen. De populariteit van de gematigde Maschadov was echter veel groter dan die van Basajev en de geharde islamist Jandarbiejev. Basajev kreeg slechts 23,5% van de stemmen, maar werd begin 1998 wel aangesteld, als eerste minister. De voorzichtige Maschadov had dit aangeboden ter compensatie van het verlies in de verkiezingen. Na 6 maanden nam Basajev ontslag uit onvrede over zijn positie. Hij wilde herinnerd worden als groot leider en niet als iemand die in de schaduw van Maschadov stond.

### Basajev en Chattab
Basajev kwam door zijn radicale opstelling steeds meer in aanraking met het fundamentalistische wahabisme. Hij ontmoette Ibn ul Chattab, een uit Saoedi-Arabië afkomstige krijgsheer die onder andere met de moedjahedien gevochten had tegen de Russen in Afghanistan. Samen met Basajev zette hij een trainingskamp op voor vrijwilligers in de strijd voor een islamistische Kaukasusrepubliek. Basajev en Chattab werkten samen met ex-president Jandarbiejev aan een plan om in eerste instantie Dagestan toe te voegen aan hun republiek en later ook Ingoesjetië. Volgens sommige verklaringen werden zij en krijgsheer Arbi Barajev in hun strijd financieel gesteund door Osama bin Laden. Basajev heeft dit altijd ontkend en bewijzen hiervoor zijn niet gevonden. Basajev en Chattab zonden volgens een andere lezing in oktober 1999 afgezanten naar Afghanistan en ontvingen vanaf 1996 waarschijnlijk grote sommen geld van Bin Laden. Bovendien zond deze troepen om Basajev te ondersteunen.

## Tweede Tsjetsjeense Oorlog

### Achtergrond
De Tweede Tsjetsjeense Oorlog kwam voort uit de problemen in het gebied en de Russische woede over de constante ontvoeringen van haar onderdanen door Tsjetsjeense krijgsheren, zoals Barajev, die zelfs leden van een delegatie van Jeltsin ontvoerde. Hierbij kwamen de aankomende presidentsverkiezingen van 2000, waarbij legerleider Poetin een goede indruk wilde maken, de Russische onvrede over de eerdere verloren oorlog en het invoeren van de sharia in het gebied. De aanleidingen waren de inval van Basajevs vrijwilligers in Dagestan, de bomaanslagen op Russische appartementen en de ontvoering van de Russische afgezant in Tsjetsjenië, generaal Gennadi Sjpigoen. In 2000 bleek hij te zijn gedood. Basajev en anderen werden na een mislukte aanval op Dagestan verborgen door dorpelingen in Noord-Tsjetsjenië, waarop de Russische luchtmacht deze dorpen bombardeerde.
De Russen beschuldigden Maschadov dat hij onderdak verleende aan Basajev, hoewel hij dit ontkende. Aangezien hij geen controle had over grote gedeelten van het land lijkt dit zeer wel mogelijk, maar de Russische regering weigerde hem te geloven. Een maand na het afslaan van de aanval op Dagestan, trokken de Russen Tsjetsjenië binnen na eerst een aantal plaatsen te hebben gebombardeerd. Beducht voor nieuwe verliezen, gebeurde dit slechts zeer langzaam en met gebruik van enorm veel artillerie. Maschadov riep een nieuwe gazavat uit en Basajev trok naar Grozny om de stad te verdedigen, maar werd in februari 2000 uit Grozny verjaagd. In mei werd in Grozny weer een pro-Russische regering verkozen, onder leiding van Achmed Kadyrov. In 2002 werd de oorlog officieel gewonnen verklaard, maar sporadische gevechten gaan tot de dag van vandaag door.

### De inval in Dagestan
De inval in Dagestan, een Russische autonome republiek met meer dan 30 verschillende talen en nog meer bevolkingsgroepen, vond plaats op 8 september 1999. Basajev, Chattab en Jandarbiejev trokken met naar schatting niet meer dan 2000 islamistische strijders het gebied binnen om het te annexeren bij zijn islamistische staat. Het bleek een domme fout te zijn: niet alleen wist hij de regering van de autonome republiek niet te overtuigen, ook werd hij geconfronteerd met grote tegenstand door lokale dorpelingen die niets voelden voor zijn idee en bang waren voor tegenmaatregelen door Rusland. De Russen wisten Basajev en zijn strijders het gebied uit te jagen, maar ze vonden onderdak in dorpen in Noord-Tsjetsjenië. De Russen onder leiding van Vladimir Poetin lieten het er echter niet bij zitten en bombardeerden deze dorpen. De Russische strijdkrachten meldden dat ze hierbij ongeveer 1100 doden en gewonden hadden geleden.
Chattab werd in 2002 vergiftigd door de Russen en werd opgevolgd door Amir Abu al-Walid als leider van de buitenlandse strijders in Tsjetsjenië. Al-Walid werd vervolgens gedood op 16 april 2004 en vervangen door Abu Hafs al-Urduni.

### Betrokkenheid bij bombardementen op Russische appartementen
In augustus en september van 1999 vonden een aantal bloedige bomaanslagen op Russische appartementen plaats, waarbij 293 doden vielen en die door de Russische regering werden toegeschreven aan Tsjetsjeense terroristen. De eerste vond plaats op 31 augustus en de laatste op 16 september. Basajev claimde echter nooit dat hij dit gedaan had en door veel anti-Russische critici wordt gezegd dat de aanslagen (voor een deel) het werk waren van de FSB om hierdoor een reden te hebben om het gebied binnen te vallen. De gevluchte Russische oligarch Boris Berezovski, anti-Kremlin en tegen deze oorlog, ondersteunde zelfs een documentaire die aan moest tonen dat de FSB verantwoordelijk was voor de aanslagen. Tot op de dag van vandaag is echter niet bewezen wie de feitelijke daders waren.

### Verdediging en verwoesting van Grozny
Na een verwoestende opmars had het Russische leger Grozny omsingeld in november 1999. De stad was omgetoverd in een fort met boobytraps en hinderlagen. Het Russische leger wilde echter geen herhaling en bombardeerde de toch al zwaar beschadigde stad langdurig. Maschadov en Basajev werden door deze oorlog noodgedwongen weer verenigd in hun strijd. Ze werden na de bombardementen en zware artilleriebeschietingen verjaagd in februari 2000, toen de stad inmiddels was veranderd in een ruïne. Basajev verloor bij zijn vlucht met zijn mannen door een mijnenveld een gedeelte van zijn voet door een landmijn. Onder plaatselijke verdoving werd zijn voet geamputeerd. De operatie werd gefilmd met een videocamera. De opnamen werden later vertoond op de Russische televisiezender NTV en door Reuters en tonen een onverstoorbaar kijkende Basajev terwijl zijn voet wordt geamputeerd. Deze operatie werd door de Tsjetsjeense chirurg Chassan Baiev uitgevoerd. Later heeft Chassan Baiev zijn ervaringen van tijdens de oorlog waaronder deze operatie beschreven in een boek.

### Guerrilla
Basajev en Maschadov begonnen na hun vlucht een guerrilla vanuit de bergen. Basajev probeerde vervolgens steun te verwerven voor zijn heilige oorlog. De Afghaanse Taliban bood hem hulp aan. Ook andere strijders werden door Basajev gestimuleerd om naar Tsjetsjenië te komen of geld te storten.

### Dood van zijn vader
Op 12 januari 2002 werd verklaard dat zijn vader Salman Basajev vermoord was, maar dit werd niet door onafhankelijke bronnen erkend. Twee zoons van Salman waren waarschijnlijk al eerder gedood.

### Theatergijzeling in Moskou
Op 23 oktober 2002 begon de gijzeling in het Doebrovka theater in Moskou. Een groep van ongeveer 40 Tsjetsjeense terroristen onder leiding van Movsar Barajev (een neef van krijgsheer Arbi Barajev) bestormde het musicaltheater Doebrovka in Moskou en nam meer dan 700 mensen in gijzeling. Nadat speciale troepen een aerosol van Fentanyl hadden losgelaten in de ventilatieroosters om de gijzelaars te versuffen, bestormde de Russische alfa eenheid van Spetznaz op 26 oktober het theater. Uiteindelijk kwamen 129 gijzelaars en 41 terroristen om door kogelvuur, het aerosol, gebrek aan water en voedsel en onvoldoende medische zorg na het beëindigen van de gijzeling. De Russische autoriteiten beschuldigden Basajev en Maschadov voor het opdracht geven tot de aanslag, maar deze ontkenden. Rond 2 november werd op de kavkaz center website van de Tsjetsjeense opstandelingen echter gemeld dat Basajev toch de verantwoordelijkheid opeiste (hij had de gijzeling voorbereid) en dat hij zich verontschuldigde tegenover Maschadov dat hij hem niet had ingelicht. Hij bood Maschadov tevens zijn ontslag aan als medewerker van zijn rebellenorganisatie, behalve met betrekking tot verkennings- en sabotageoperaties.

### Moord op president Kadyrov
Op 9 mei 2004 werd de door de Tsjetsjenen gehate en door Rusland gesteunde president Kadyrov gedood bij een bomaanslag in het stadion van Grozny. Basajev werd hier later verantwoordelijk voor gehouden. Kadyrov werd na verkiezingen vervangen door Alu Alchanov.

### De inval in Ingoesjetië
Op 22 juni 2004 leidde Basajev samen met zijn Ingoesjetische afgevaardigde Magomet Jevlojev een groep rebellen in een nieuwe poging om zijn islamitische republiek te stichten, door de andere aan Tsjetsjenië grenzende republiek Ingoesjetië aan te vallen. Hierbij vielen ongeveer 90 doden, waarvan de meeste lokale leden van de Russische veiligheidstroepen waren, waaronder de Ingoesjetische minister van Binnenlandse Zaken Aboekar Kostojev en de belangrijkste aanklagers. Basajev werd opnieuw verslagen. Zijn betrokkenheid bleek uit videobeelden, waarop hij te zien was als leider tijdens de aanval.

### Zelfmoordaanslagen op vliegtuigen
Hij begon met het trainen van zelfmoordenaressen, ook wel smertnizy genoemd; martelaren voor zijn gazavat. In augustus 2004 pleegden twee van deze zelfmoordenaressen aanslagen op Russische burgervliegtuigen die opstegen vanaf Sjeremetjevo. Hierbij kwamen 89 mensen om het leven. Basajev noemde dit zelf "Operatie Boomerang", die een onderdeel zou vormen van de wraak voor de dood en verderf die de Russen zouden hebben gezaaid in Tsjetsjenië. Eerder was op 6 februari 2004 al een bomaanslag gepleegd op de metro van Moskou waarbij 10 doden vielen en die ook werd opgeëist door Basajev.

### Betrokkenheid bij de gijzeling in Beslan
Op 1 september 2004 werd school nr. 1 in Beslan (Noord-Ossetië) aangevallen door ongeveer 30 aanvallers van Tsjetsjeense afkomst (dit is niet helemaal duidelijk). Zij namen meer dan 1300 kinderen en personeel in gijzeling in wat bekend is geworden als de gijzeling in Beslan. Al snel had zich een kordon van speciale troepen van politie, militairen, Spetsnaz eenheden en OMON eenheden van de MVD (Ministerie van Binnenlandse Zaken) verzameld. De gijzelnemers eisten de terugtrekking van Russische troepen uit Tsjetsjenië en de komst van de presidenten van Tsjetsjenië, Ingoesjetië en Noord-Ossetië en de kinderarts en WHO-deskundige Leonid Roshal. De laatste had ook onderhandeld bij de gijzeling in het Doebrovkatheater.
Op de derde dag van de gijzeling braken gevechten los tussen de terroristen en de Russische eenheden. Hierbij werden 344 mensen gedood, waaronder ten minste 172 kinderen. Ook kwamen alle terroristen (die niet wisten te vluchten) op 1 na om het leven. Basajev en Maschadov werden verantwoordelijk gehouden voor de aanslag. Ook meldden de autoriteiten dat het lichaam van Basajevs Ingoesjetische rechterhand Jevlojev onder de gedode terroristen was. Op 17 september meldde Basajev dat hij inderdaad opdracht had gegeven tot de gijzeling. Maschadov ontkende betrokken te zijn bij de aanslag en zei dat hij Basajev voor de rechter wilde hebben.

### Dood van Maschadov, opvolging en invloed van Basajev
De Russische autoriteiten hadden inmiddels een bedrag van 300 miljoen Roebel (8,2 miljoen euro/10 miljoen Dollar) op de hoofden van Basajev en Maschadov gezet. Op 8 maart 2005 bleek dit effect te resulteren toen Maschadov (waarschijnlijk onopzettelijk of per ongeluk) om het leven kwam bij een actie door een Spetsnaz eenheid, dankzij een tip. Waarschijnlijk is dit een grote fout geweest, die de kans op vrede alleen maar heeft verkleind. Tot op heden is niet duidelijk of en wat Maschadovs relatie was met Basajev in zijn laatste levensjaren.
Maschadov werd opgevolgd door sjeik Abdoel-Chalim Sadoelajev. Basajev zelf werd op 23 augustus benoemd tot vicevoorzitter van de Tsjetsjeense afscheidingsregering. Daarmee werd de eenheid van de beweging hersteld.

### Stroomuitval in Moskou
Op 25 mei werd Moskou getroffen door een enorme stroomstoring waardoor waarschijnlijk ongeveer 10 miljoen mensen 1 à 2 dagen zonder stroom zaten. De economische schade liep in de miljarden. Basajev claimde dat dit zijn werk zou zijn geweest, maar de Russische autoriteiten zeiden dat het lag aan verouderde apparatuur.

### Aanval op Naltsjik
Op 13 oktober 2005 werd een grootschalige aanval op de stad Naltsjik in Kabardië-Balkarië gelanceerd door gewapende opstandelingen uit Kabardië-Balkarië en andere deelrepublieken, waaronder Tsjetsjenen, die twee dagen duurde en waarbij zeker 137 doden vielen. Basajev claimde betrokkenheid bij de aanval op de eerste dag, maar zei dat hij en zijn troepen de stad na 2 uur al hadden verlaten en weersprak betrokken te zijn bij de aanvallen op de tweede dag. Aanvankelijk werd gemeld dat hij ook zou zijn gedood, maar een door hem gepubliceerde brief op de kavkaz center website weersprak dit later.

### Achtervolging, laatste verklaringen, dood en epiloog
In maart 2006 verklaarde de Tsjetsjeense premier Ramzan Kadyrov dat meer dan 3000 politie officieren op zoek waren naar Basajev in de zuidelijke bergen. In juni liet Basajev voor het eerst weten dat hij onder andere achter de moord op president Kadyrov zat en 50.000 dollar had betaald aan diens lijfwachten om hem om te brengen. Hij verklaarde ook dat hij een prijs had gezet van 25.000 dollar op het hoofd van Ramzan, omdat, zo verklaarde Basajev volgens kavkaz center "hij niet meer waard is dan dat". Ramzan noemde daarop op 16 juni Basajev tot 'staatsvijand nummer 1' en verklaarde "vernietiging van Basajev is mijn heilige plicht als moslim en als een burger van de Russische Federatie". Op 27 juni werd hij benoemd tot vicepresident volgens een Tsjetsjeense opstandelingen website, ter vervanging van Oemarov die na de dood van Sadoelajev president geworden was.
Op 10 juli werd verklaard door Russische autoriteiten dat Basajev samen met een aantal andere opstandelingen was gedood, net over de grens met Ingoesjetië. Dit was de zevende keer dat hij 'dood' werd verklaard door de Russische autoriteiten, maar ditmaal werd zijn dood ook bevestigd op een rebellenwebsite, waar hij tot martelaar werd verklaard. Volgens de rebellenwebsite stierf hij echter samen met drie andere rebellen toen een lorry met explosieven per ongeluk explodeerde en waren er geen Russische veiligheidstroepen betrokken bij zijn dood. President Poetin meldde dat zijn dood een "verdiende vergelding" was voor de rebellenaanvallen, inclusief de meer dan 300 mensen die omkwamen bij de aanval in Beslan.
Enkele uren na zijn dood, maar voor het bevestigen ervan, publiceerde kavkazcenter een brief van Basajev waarin hij de Iraakse moedjahedien feliciteerde met het executeren van een aantal Russische diplomaten. Nochtans had Dokoe Oemarov de Iraakse ontvoerders gevraagd de diplomaten onvoorwaardelijk vrij te laten.
Op de morgen van 17 augustus 2006 werd in het centrum van Grozny de 26-jarige journaliste Elina Ersenojeva ontvoerd door gemaskerde mannen. Enkele dagen later raakte bekend dat zij in november 2005 in het geheim met Basajev trouwde (waarmee ze, voor zover bekend, zijn vierde vrouw was). Omdat zij enkele maanden ook zijn persoonlijke secretaresse was geweest, werd vermoed dat haar ontvoerders (op eigen houtje handelende Kadyrovtsy of gewone criminelen) via haar de hand wilden leggen op het persoonlijk fortuin van Basajev, dat door diverse nieuwsmedia op zeven miljoen dollar wordt geschat.

## Basajev en de Tsjetsjenen
Basajevs status als Tsjetsjeense held was hoog in de Eerste Tsjetsjeense Oorlog. Echter na de inval in Dagestan die het gebied in de Tweede Tsjetsjeense Oorlog stortte, daalde zijn populariteit sterk. Slechts een kleine groep Tsjetsjenen steunde hem nog volledig bij zijn dood.

## Berichtgeving over hem
Basajev koesterde haat tegen de Russen, maar minder tegen media uit andere landen zoals de BBC en Amerikaanse televisiestations. Hierdoor wist ABC een interview met hem te houden in 2005. Dit werd de zender echter niet in dank afgenomen door onder andere de militaire staf van Rusland, die hem maar niet te pakken konden krijgen en de betreffende journalisten werden daarop het land uitgezet.

## Trivia
- In 1997 en 1998 was Basajev voetbalspeler van het eerste elftal van Terek Grozny. Zijn positie in het veld was spits. Ook was hij voorzitter van de club.[12].